# Ровненский район (Саратовская область)
Ровненский райо́н — административно-территориальная единица в Автономной области немцев Повольжья, существовавшая в 1921—1922 годах. Административный центр — с. Ровное.
Население Ровненского райо́на в 1922 г.
(по данным Облстатуправления на 1 января):
| Название населенного пункта. | Число жителей |
| ---------------------------- | ------------- |
| 1. Кустарево-Краснорыновка   | 1503          |
| 2. Зельман (Ровное)          | 6279          |
| 3. Ново-Привальное           | 532           |
| 4. Кочетное                  | 2148          |
| 5. Краснополье               | 2787          |
| 6. Привальное                | 4848          |
| 7. Скатовка                  | 1790          |
| 8. Брунненталь               | 2380          |
| 9. Штреккерау                | 915           |
| 10. Бизюк                    | 1340          |
| 11. Визенмиллер              | 2564          |
| 12. Фриденберг               | 1185          |
| 13. Гнадентау                | 1893          |
| ИТОГО по району              | 30 194        |

В 1922 году  Ровненский район преобразован в Ровненский кантон.